# 土小屋
土小屋（つちごや）は愛媛県道12号西条久万線の石鎚スカイライン終点で、久万高原町と西条市の境一帯の地域名称。住居表示による地名としては久万高原町若山と西条市西之川丙にまたがる。
日本郵便から交通困難地の指定を受けているため、毎年の12月1日から翌3月末日までに地外から当地宛に郵便物を送付することは出来ない。

## 概要
石鎚山や周辺の山々の登山基地で、石鎚神社遥拝殿、国民宿舎石鎚、土小屋terrace（それまでの白石ロッジを2020年7月1日にリニューアルし、モンベルフレンドショップとカフェに改装、2階は食堂）があり、無料の大きな駐車場を備えている。女人禁制が解けるお山開き期間（7月2日より7月10日）で天候の良い日は駐車場が混雑する。
石鎚山頂上までここから4.6 kmで約2時間半で山頂に立てる。また南には岩黒山が聳え50分で山頂、さらに筒上山、手箱山への登山口がある。東からの瓶ヶ森林道の終点地でもある。ロータリーの中には標高1,492 m（いよのくに）の石碑がある。

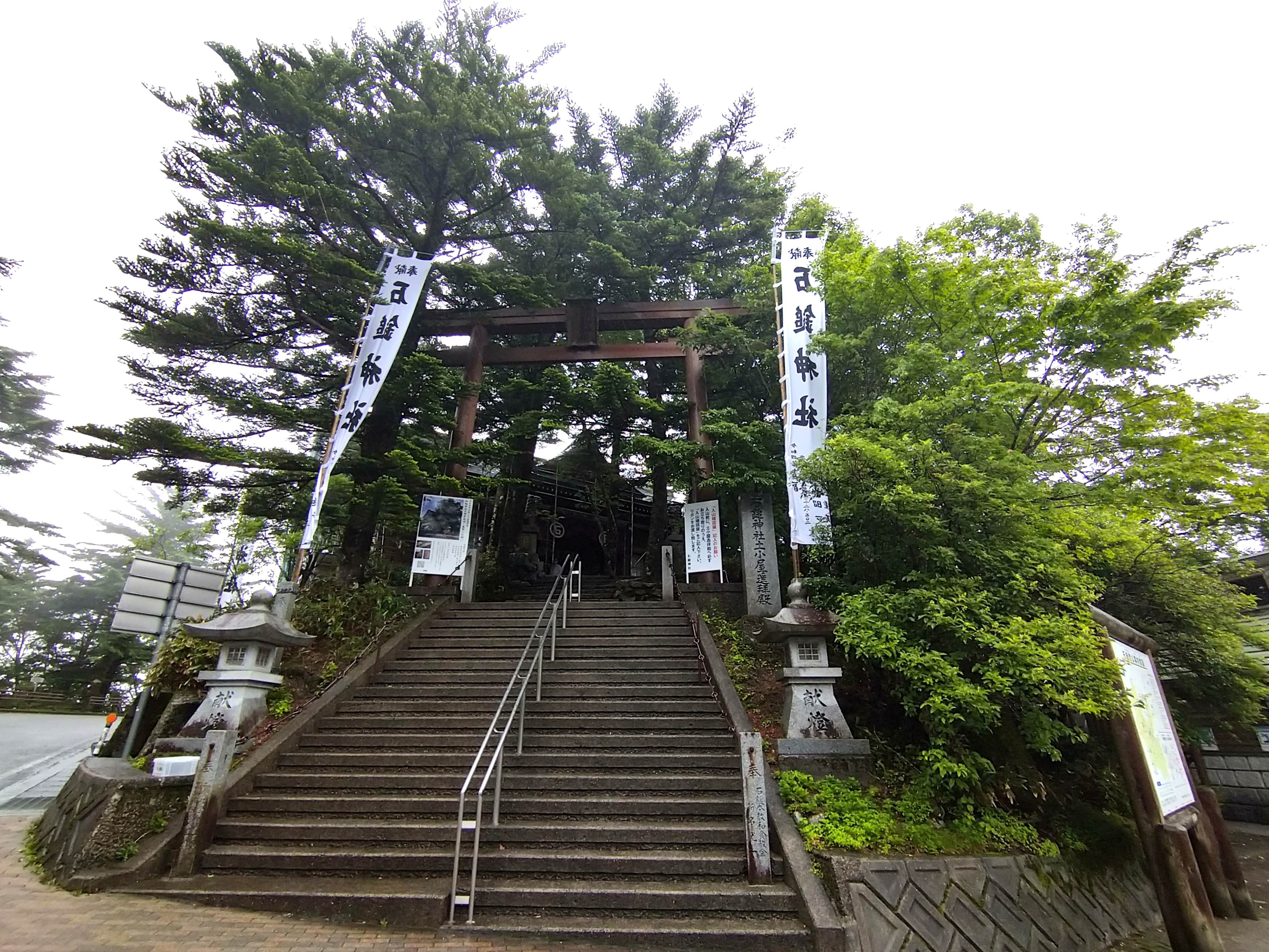
石鎚神社遥拝殿
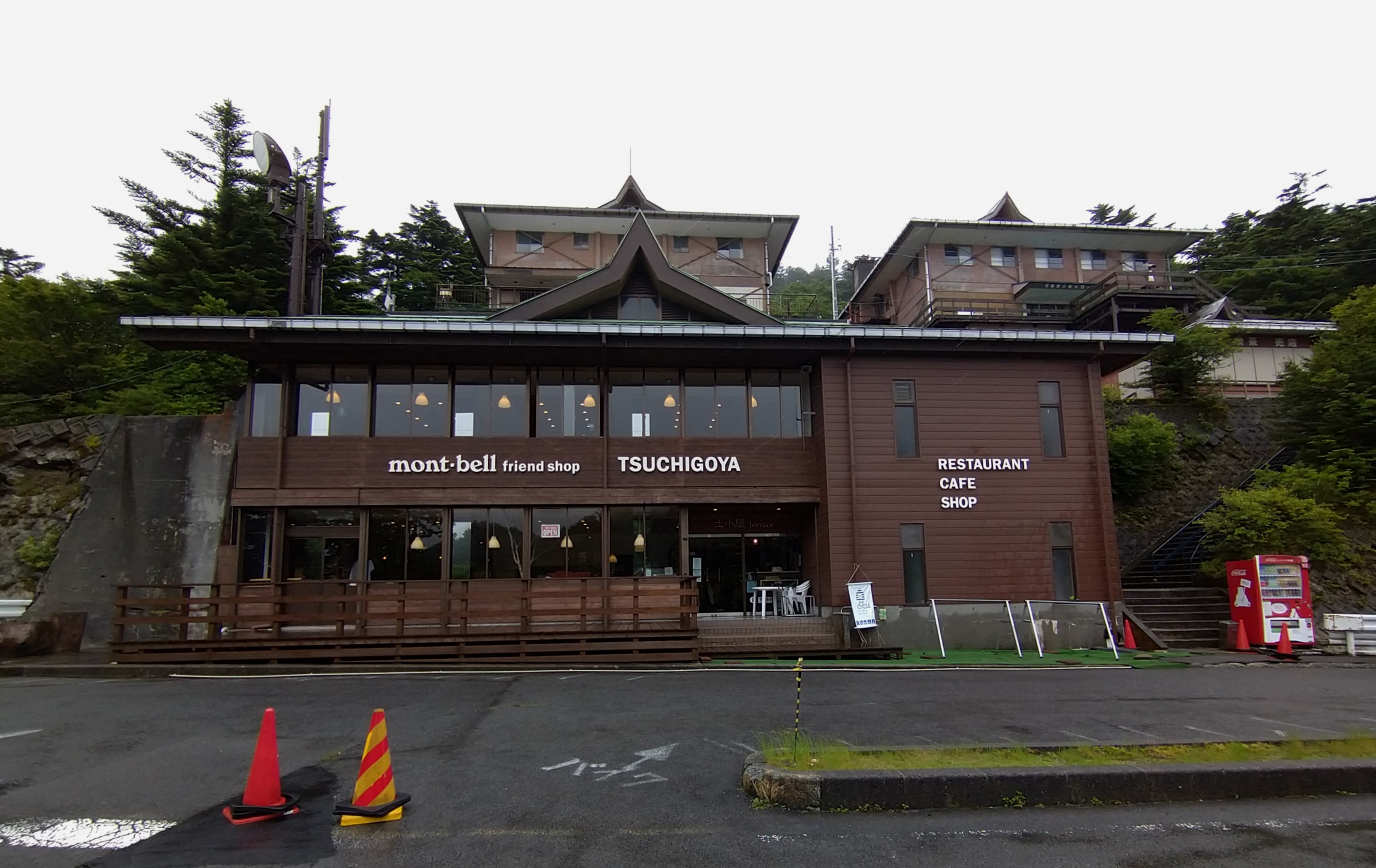
モンベル土小屋
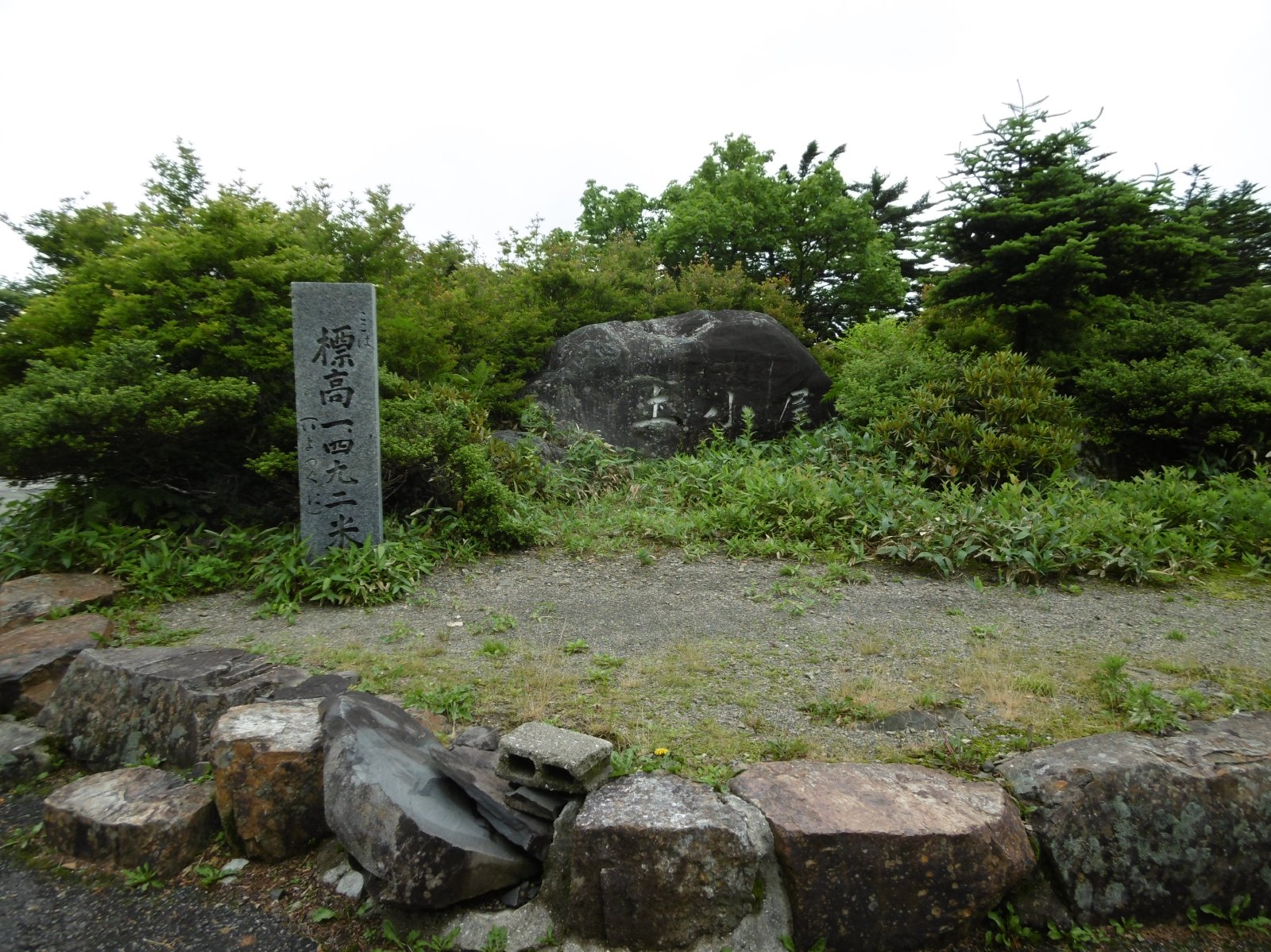
ロータリーの中にある碑

## アクセスと宿泊
- 石鎚スカイライン（1970年9月1日開通）終点：松山自動車道松山インターチェンジから車で約2時間。
  - ただし、冬季は通行不可。12月1日（通行は11月30日午後6時まで）から 3月31日まではゲートが閉鎖される。
- 瓶ヶ森林道終点：松山自動車道いよ西条インターチェンジから車で約2時間。
  - ただし、冬季は通行不可。11月30日（通行は前日の29日まで）から 4月中 - 下旬頃まではゲートが閉鎖される。
- 宿泊：国民宿舎石鎚がある。